# Riverside (Ohio)
Riverside est une ville du comté de Montgomery, dans l’État de l’Ohio. Lors du recensement de 2010, sa population s’élevait à 25 201 habitants. Sa superficie totale est de 25,28 km2.

## Source
- (en) Cet article est partiellement ou en totalité issu de l’article de Wikipédia en anglais intitulé « Riverside, Ohio » (voir la liste des auteurs).